# 69 Batalion Lotniczo-Techniczny
69 Batalion Lotniczo-Techniczny Oficerskiej Szkoły Lotniczej Nr 5 (69 bl-t) – pododdział wojsk lotniczych.

## Historia – formowanie, zmiany organizacyjne, wydarzenia
69 Batalion Lotniczo-Techniczny Oficerskiej Szkoły Lotniczej nr 5 został sformowany na podstawie rozkazu Nr 075/Org. Ministra Obrony Narodowej z dnia 31 grudnia 1957 roku.
Jednostka została zorganizowana w Tomaszowie Mazowieckim, w terminie do 15 marca 1958 roku, według etatu Nr 40/457 z dnia 31 grudnia 1957 roku. W wyniku tych decyzji w 1958 roku dokonano zmian w strukturach organizacyjnych szkół lotniczych w Dęblinie i w Radomiu. Strukturę eskadrową zastąpiono pułkami szkolno-bojowymi i szkolnymi. Równocześnie z dotychczasowych pododdziałów kwatermistrzowskich szkół lotniczych zostały utworzone samodzielne bataliony lotniczo-techniczne, które miały zabezpieczać pod względem logistycznym zadania szkoleniowe realizowane przez nowo powstałe pułki.
69 Batalion Lotniczo-Techniczny był samodzielnym pododdziałem gospodarczym stacjonującym w Tomaszowie Mazowieckim z zadaniem logistycznego zabezpieczenia działalności szkoleniowej 63 Pułku Szkolno-Bojowego Oficerskiej Szkoły Lotniczej i 61 Lotniczego Pułku Szkolno-Bojowego, którym batalion był podporządkowany operacyjnie. Liczył 258 żołnierzy. Dowódcą batalionu został kpt. Alojzy Kierczak.
W 1961 w ramach modernizacji struktur organizacyjnych lotnictwa Sił Zbrojnych 69 Batalion Lotniczo-Techniczny został rozformowany na podstawie zarządzenia Szefa Sztabu Generalnego Wojska Polskiego nr 073/ Org. z 24 sierpnia 1961. W wyniku tej reorganizacji na bazie rozformowanego 69 Batalionu Lotniczo-Technicznego powstały nowe pododdziały o etacie nr 20/503. Były to: batalion zaopatrzenia, dywizjon techniczny, dywizjon dowodzenia lotami, będące po reorganizacji w strukturze 61 Lotniczego Pułku Szkolno-Bojowego.

## Dowódcy batalionu 1957-1961
- kpt. Tadeusz Gołębiowski (1957-1959)
- mjr Jan Strzelecki (1959-1961)

## Organizacja
- dowództwo
- sztab
- kompania łączności
- kompania wartownicza
- kompania samochodowa
- wydział zaopatrzenia technicznego
- kwatermistrzostwo
  - sekcja finansowa
  - izba chorych
- kompania ziemnego zabezpieczenia lotów
- straż pożarna